# シロクロニクル
『シロクロニクル』は、Plastic Treeの通算5枚目のオリジナルアルバム。2003年10月22日発売。発売元はSickroom Records。

## 概要
前作『トロイメライ』から約1年1ヶ月ぶりのオリジナルアルバム。初回盤は紙製パッケージ仕様。
アルバムとしては、本作よりユニバーサルミュージックが発売元となり、事務所内で設立したプライベートレーベルSickroom Recordsをレーベルとして発売された。

## 収録曲
1. イロゴト
  - 作詞・作曲：有村竜太朗、編曲：プラスティック トゥリー
2. ナショナルキッド
  - 作詞：有村竜太朗、作曲：長谷川正、編曲：亀田誠治 & プラスティック トゥリー
3. 水色ガールフレンド -No Edit Version-
  - 作詞：有村竜太朗、作曲：長谷川正、編曲：亀田誠治 & プラスティック トゥリー
  - 14thシングル。シングル版とは異なるNo Edit Versionとして収録。
4. もしもピアノが弾けたなら
  - 作詞：阿久悠、作曲・編曲：坂田晃一、編曲：プラスティック トゥリー
  - 13thシングル。西田敏行の1stシングル曲『もしもピアノが弾けたなら』のカバー楽曲。
5. サンデー
  - 作詞：有村竜太朗、作曲：長谷川正、編曲：プラスティック トゥリー
6. 星座づくり
  - 作詞：有村竜太朗、作詞：ナカヤマアキラ、編曲：亀田誠治 & プラスティック トゥリー
7. バカになったのに
  - 作詞・作曲：はる、編曲：亀田誠治 & プラスティック トゥリー
  - 12thシングル。The ピーズの1stシングル曲『バカになったのに』のカバー楽曲。
  - テレビ神奈川『saku saku』2003年6月度エンディングテーマ。
  - テレビ神奈川『Mutoma JAPAN』2003年6月度テーマソング。
  - テレビ埼玉『HOT WAVE』2003年6月度エンディングテーマ。
8. 秘密のカーニバル
  - 作詞・作詞：長谷川正、編曲：NARASAKI & プラスティック トゥリー
9. ピカソごっこ
  - 作詞：有村竜太朗、作詞：ナカヤマアキラ、編曲：プラスティック トゥリー
10. バリア
  - 作詞：有村竜太朗、作曲：ナカヤマアキラ、編曲：NARASAKI & プラスティック トゥリー
11. 最終電車
  - 作詞・作曲：有村竜太朗、作曲：ナカヤマアキラ、編曲：プラスティック トゥリー

## 収録ベスト・アルバム
- 『Best Album 白盤』（#1、#3、#4、#11）
- 『Best Album 黒盤』（#2、#5、#6、#7、#10）
- 『ALL TIME THE BEST』（#2、#3）